# Комуникација о ризику
Комуникација о ризику (енгл. risk communication) је сложена међудисциплинарна академска област која је део комуникологије и менаџмента ризика, а која се односи на оболаст попут кризне комуникације. Циљ је осигурати да циљна публика разуме како ризици утичу на њих или њихове заједнице позивајући се на вредности те заједнице.
Комуникација о ризику је посебно важна у припреми за катастрофе, обавештавању о јавноме здрављу и припремама за велики глобални катастрофални ризик. На пример, како утицаји климатских промена и климатскога ризика  утичу на одређени део друштва, тако да је преношење тог ризика важна пракса комуникације и колими, како би друштва планирала адаптацију на климатске промене. Слично томе, у превенцији пандемије, разумевање ризика помаже заједницама да зауставе ширење болести и побољшају одговорност грађана.
Комуникација о ризику бави се могућим ризицима и има за циљ да подигне свест о тим ризицима како би подстакла или убедила промене у понашању људи да би се дугорочно ублажиле претње. С друге стране, комуницирање о кризама има за циљ подизање свести о специфичној врсти патње, величини, исходиштима и специфичној врсти понашања које треба усвојити да би се претња смањила.

## Методе

### Комуникација о ризику и ангажовање заједнице
Комуникација о ризику и ангажовање заједнице је метод који се у великој мери ослања на волонтере, особље на првој линији фронта против последица и на људе без претходне обуке у датој области. Светска здравствена организација се залагала за овој приступ када је у почетној фази пандемије издавала препоруке за ублажавање последица пандемије ковида 19 по јавно здравље.

## Изазови
Проблеми за комуникаторе о ризику укључују како доћи до циљне публике, како ризик учинити разумљивим и повезаним с другим ризицима, како одати поштовање вредностима публике, а у вези с ризиком, како предвидети реакцију публике на комуникацију итд. Главни циљ комуникације о ризику је побољшање колективнога и индивидуланога доношења одлука.
Неки стручњаци се саглашавају да ризик није само укорењен у процесу комуникације, већ се и не може одвојити од употребе језика. Иако свака култура развија сопствене страхове и ризике, ови појмови се примењују смо на културу домаћина.